# Wagneria depressa
Wagneria depressa är en tvåvingeart som beskrevs av Herting 1973. Wagneria depressa ingår i släktet Wagneria och familjen parasitflugor. Inga underarter finns listade i Catalogue of Life.